# Campeonato Sul-Americano de Atletismo de 2013
A 48ª edição do Campeonato Sul-Americano de Atletismo foi o evento esportivo organizado pela CONSUDATLE no Parque de Atletismo Campo Elías Gutiérrez, em Cartagena na Colômbia no período de 5 a 7 de julho de 2013. Foram disputadas 44 provas com a presença de 322 atletas de 13 nacionalidades, com destaque para o Brasil que obteve 48 medalhas na classificação final. 

## Recordes
Durante o campeonato os seguintes recordes foram quebrados. 
| Atleta                  | Prova                      | Nacionalidade | Registro     | Recorde               |
| ----------------------- | -------------------------- | ------------- | ------------ | --------------------- |
| Masculino               |                            |               |              |                       |
| Alex Quiñónez           | 200 metros                 | Equador       | 20.44 s      | =                     |
| Jorge McFarlane         | 110 metros com barreiras   | Peru          | 13.61 s      | Recorde nacional      |
| José Peña               | 3000 metros com obstáculos | Venezuela     | 8:32.01 min  | Recorde do campeonato |
| Thiago Braz da Silva    | Salto com vara             | Brasil        | 5.83 m       | ,                     |
| Mauro Vinícius da Silva | Salto em comprimento       | Brasil        | 8.24 m       | Recorde do campeonato |
| Germán Lauro            | Arremesso de peso          | Argentina     | 20.87 m      | Recorde do campeonato |
| Mauricio Ortega         | Lançamento de disco        | Colômbia      | 57.76 m      | NJR                   |
| Feminino                |                            |               |              |                       |
| María Caballero         | 800 metros                 | Paraguai      | 2:09.67 min  | Recorde nacional      |
| Rosibel García          | 1500 metros                | Colômbia      | 4:15.84 min  | Recorde do campeonato |
| Muriel Coneo            | 1500 metros                | Colômbia      | 4:15.84 min  | Recorde do campeonato |
| Zulema Arenas           | 3000 metros com obstáculos | Peru          | 10:12.72 min | , NJR                 |
| Jennifer Clayton        | Salto em comprimento       | Panamá        | 6.18 m       | Recorde nacional      |
| Ahymará Espinoza        | Arremesso de peso          | Venezuela     | 17.47 m      | Recorde nacional      |
| Flor Denis Ruíz         | Lançamento do dardo        | Colômbia      | 60.23 m      | Recorde do campeonato |

## Medalhistas

### Masculino
| Evento                      | Ouro                                                                             | Ouro       | Prata                                                                        | Prata      | Bronze                                                                             | Bronze     |
| --------------------------- | -------------------------------------------------------------------------------- | ---------- | ---------------------------------------------------------------------------- | ---------- | ---------------------------------------------------------------------------------- | ---------- |
| 100 metros                  | Alex Quiñónez (ECU)                                                              | 10.22      | Bruno de Barros (BRA)                                                        | 10.33      | Isidro Montoya (COL)                                                               | 10.38      |
| 200 metros                  | Alex Quiñónez (ECU)                                                              | 20.44 =    | Bernardo Baloyes (COL)                                                       | 20.71      | Jorge Vides (BRA)                                                                  | 20.71      |
| 400 metros                  | José Meléndez (VEN)                                                              | 46.31      | Wagner Cardoso (BRA)                                                         | 46.38      | Stephan James (GUY)                                                                | 46.47      |
| 800 metros                  | Rafith Rodríguez (COL)                                                           | 1:46.34    | Diego Chargal Gomes (BRA)                                                    | 1:48.17    | Lutmar Paes (BRA)                                                                  | 1:48.50    |
| 1 500 metros                | Jean Carlos Machado (BRA)                                                        | 3:45.94    | Federico Bruno (ARG)                                                         | 3:45.94    | Iván López (CHI)                                                                   | 3:46.00    |
| 5 000 metros                | Bayron Piedra (ECU)                                                              | 14:15.35   | Víctor Aravena (CHI)                                                         | 14:17.97   | Javier Guarín (COL)                                                                | 14:19.82   |
| 10 000 metros               | Solonei da Silva (BRA)                                                           | 29:51.79   | José Luis Rojas (PER)                                                        | 30:13.10   | William Naranjo (COL)                                                              | 30:19.29   |
| 20 km marcha atlética       | Caio Bonfim (BRA)                                                                | 1:24:28.40 | Eider Arévalo (COL)                                                          | 1:24:36.40 | Andrés Chocho (ECU)                                                                | 1:26:20.18 |
| 110 metros barreiras        | Jorge McFarlane (PER)                                                            | 13.61      | Mateus Facho Inocêncio (BRA)                                                 | 13.67      | Jonatha Mendes (BRA)                                                               | 13.84      |
| 400 metros barreiras        | Mahau Suguimati (BRA)                                                            | 49.86      | Andrés Silva (URU)                                                           | 50.52      | Yeison Rivas (COL)                                                                 | 51.01      |
| 3.000 metros com obstáculos | José Peña (VEN)                                                                  | 8:32.01    | Mauricio Valdivia (CHI)                                                      | 8:44.36    | Gladson Barbosa (BRA)                                                              | 8:45.10    |
| 4×100 metros estafetas      | Brasil · José Carlos Moreira · Jorge Vides · Jefferson Lucindo · Rebert Firmiano | 39.47      | Colômbia · Isidro Montoya · Vladimir Valencia · Daniel Grueso · Yeison Rivas | 39.76      | Venezuela · Jermaine Chirinos · Álvaro Cassiani · Albert Bravo · Alberto Aguilar   | 39.81      |
| 4×400 metros estafetas      | Venezuela · Arturo Ramírez · Alberto Aguilar · José Meléndez · Freddy Mezones    | 3:03.64    | Colômbia · Jhon Perlaza · Carlos Lemos · Rafith Rodríguez · Yeison Rivas     | 3:06.25    | Brasil · Wagner Cardoso · Jonathan da Silva · Hederson Estefani · Willian Carvalho | 3:08.60    |
| Salto em altura             | Talles Frederico Silva (BRA)                                                     | 2.22       | Wanner Miller (COL) Guilherme Cobbo (BRA)                                    | 2.19       |                                                                                    |            |
| Salto com vara              | Thiago Braz da Silva (BRA)                                                       | 5.83 ,     | Germán Chiaraviglio (ARG)                                                    | 5.40       | João Gabriel Sousa (BRA)                                                           | 5.40       |
| Salto em comprimento        | Mauro Vinícius da Silva (BRA)                                                    | 8.24       | Jorge McFarlane (PER)                                                        | 8.01       | Irving Saladino (PAN)                                                              | 7.94       |
| Salto triplo                | Jefferson Sabino (BRA)                                                           | 16.73      | Jhon Murillo (COL)                                                           | 16.36      | Jonathan Henrique Silva (BRA)                                                      | 16.35      |
| Arremesso de peso           | Germán Lauro (ARG)                                                               | 20.87      | Darlan Romani (BRA)                                                          | 19.64      | Michael Putman (PER)                                                               | 18.73      |
| Lançamento de disco         | Germán Lauro (ARG)                                                               | 60.45      | Andrés Rossini (ARG)                                                         | 57.77      | Mauricio Ortega (COL)                                                              | 57.76 NJR  |
| Lançamento do martelo       | Wagner Domingos (BRA)                                                            | 71.36      | Juan Ignacio Cerra (ARG)                                                     | 69.33      | Allan Wolski (BRA)                                                                 | 66.25      |
| Lançamento do dardo         | Víctor Fatecha (PAR)                                                             | 76.14      | Arley Ibargüen (COL)                                                         | 76.13      | Braian Toledo (ARG)                                                                | 75.33      |
| Decatlo                     | Roman Gastaldi (ARG)                                                             | 7273       | Renato Atila (BRA)                                                           | 7175       | Óscar Campos (VEN)                                                                 | 7026       |

### Feminino
| Evento                      | Ouro                                                                                 | Ouro       | Prata                                                                             | Prata      | Bronze                                                                                    | Bronze     |
| --------------------------- | ------------------------------------------------------------------------------------ | ---------- | --------------------------------------------------------------------------------- | ---------- | ----------------------------------------------------------------------------------------- | ---------- |
| 100 metros                  | Ana Cláudia Lemos (BRA)                                                              | 11.21      | Franciela Krasucki (BRA)                                                          | 11.27      | Eliecith Palacios (COL)                                                                   | 11.56      |
| 200 metros                  | Ana Cláudia Lemos (BRA)                                                              | 22.70      | Nercely Soto (VEN)                                                                | 23.05      | Érika Chávez (ECU)                                                                        | 23.10      |
| 400 metros                  | Joelma Sousa (BRA)                                                                   | 52.25      | Nercely Soto (VEN)                                                                | 53.96      | Jennifer Padilla (COL)                                                                    | 54.28      |
| 800 metros                  | Rosibel García (COL)                                                                 | 2:02.45    | Flávia de Lima (BRA)                                                              | 2:02.94    | Andrea Ferris (PAN)                                                                       | 2:03.57    |
| 1 500 metros                | Rosibel García (COL)                                                                 | 4:15.84    | Muriel Coneo (COL)                                                                | 4:15.84    | Andrea Ferris (PAN)                                                                       | 4:16.34    |
| 5 000 metros                | Carolina Tabares (COL)                                                               | 16:09.82   | Gladys Tejeda (PER)                                                               | 16:19.39   | Wilma Arizapana (PER)                                                                     | 16:22.82   |
| 10 000 metros               | Cruz da Silva (BRA)                                                                  | 34:44.14   | Carolina Tabares (COL)                                                            | 34:47.59   | Diana Landi (ECU)                                                                         | 35:12.53   |
| 20 km marcha atlética       | Lorena Arenas (COL)                                                                  | 1:37.46.17 | Arabelly Orjuela (COL)                                                            | 1:38.59.78 | Wendy Cornejo (BOL)                                                                       | 1:39.43.89 |
| 100 metros barreiras        | Lina Flórez (COL)                                                                    | 13.09      | Brigitte Merlano (COL)                                                            | 13.20      | Fabiana Morães (BRA)                                                                      | 13.21      |
| 400 metros barreiras        | Liliane Fernandes (BRA)                                                              | 58.03      | Déborah Rodríguez (URU)                                                           | 58.06      | Fernanda Tavares (BRA)                                                                    | 58.83      |
| 3.000 metros com obstáculos | Erika Lima (BRA)                                                                     | 9:54.97    | Rolanda Bell (PAN)                                                                | 10:04.01   | Muriel Coneo (COL)                                                                        | 10:09.91   |
| 4×100 metros estafetas      | Brasil · Ana Cláudia Lemos · Franciela Krasucki · Jailma de Lima · Evelyn dos Santos | 43.37      | Colômbia · Eliecith Palacios · Alejandra Idrobo · Lina Flórez · Yomara Hinestroza | 44.01      | Venezuela · Lexabeth Hidalgo · Nercely Soto · Génesis Romero · Nelsibeth Villalobos       | 45.44      |
| 4×400 metros estafetas      | Brasil · Joelma Sousa · Evelyn dos Santos · Liliane Fernandes · Jailma de Lima       | 3:35.37    | Colômbia · Jennifer Padilla · Lina Flórez · Rosibel García · Yaneth Largacha      | 3:36.29    | Equador · Érika Chávez · Celene Cevallos · Yadira Méndez · Nicol Minota · Andrea Calderón | 3:43.01    |
| Salto em altura             | Mônica de Freitas (BRA)                                                              | 1.79       | Anyi García (COL)                                                                 | 1.76       | Kashany Ríos (PAN) Aline Fernanda Santos (BRA)                                            | 1.73       |
| Salto com vara              | Karla da Silva (BRA)                                                                 | 4.20       | Valeria Chiaraviglio (ARG)                                                        | 4.15       | Milena Agudelo (COL)                                                                      | 3.90       |
| Salto em comprimento        | Macarena Reyes (CHI)                                                                 | 6.54       | Keila Costa (BRA)                                                                 | 6.49       | Jéssica Carolina dos Reis (BRA)                                                           | 6.49       |
| Salto triplo                | Keila Costa (BRA)                                                                    | 14.21      | Yosiri Urrutia (COL)                                                              | 13.92      | Gissely Landazury (COL)                                                                   | 13.71      |
| Arremesso de peso           | Geisa Arcanjo (BRA)                                                                  | 18.27      | Sandra Lemus (COL)                                                                | 17.72      | Ahymará Espinoza (VEN)                                                                    | 17.47      |
| Lançamento de disco         | Fernanda Raquel Borges Martins (BRA)                                                 | 60.79      | Rocío Comba (ARG)                                                                 | 58.75      | Karen Gallardo (CHI)                                                                      | 57.04      |
| Lançamento do martelo       | Rosa Rodríguez (VEN)                                                                 | 68.38      | Eli Johana Moreno (COL)                                                           | 67.22      | Jennifer Dahlgren (ARG)                                                                   | 65.82      |
| Lançamento do dardo         | Flor Denis Ruíz (COL)                                                                | 60.23      | Laila Ferer e Silva (BRA)                                                         | 58.80      | Jucilene de Lima (BRA)                                                                    | 57.73      |
| Heptatlo                    | Tamara de Souza (BRA)                                                                | 5685       | Ana Camila Pirelli (PAR)                                                          | 5610       | Agustina Zerboni (ARG)                                                                    | 5317       |

## Quadro de medalhas (não oficial)
| Ordem | País      | Medalha de ouro | Medalha de prata | Medalha de bronze | Total |
| ----- | --------- | --------------- | ---------------- | ----------------- | ----- |
| 1     | Brasil    | 24              | 11               | 13                | 48    |
| 2     | Colômbia  | 7               | 17               | 10                | 34    |
| 3     | Venezuela | 4               | 2                | 4                 | 10    |
| 4     | Argentina | 3               | 6                | 3                 | 12    |
| 5     | Equador   | 3               | 0                | 4                 | 7     |
| 6     | Peru      | 1               | 3                | 2                 | 6     |
| 7     | Chile     | 1               | 2                | 2                 | 5     |
| 8     | Paraguai  | 1               | 1                | 0                 | 2     |
| 9     | Uruguai   | 0               | 2                | 0                 | 2     |
| 10    | Panamá    | 0               | 1                | 4                 | 5     |
| 11    | Bolívia   | 0               | 0                | 1                 | 1     |
| 11    | Guiana    | 0               | 0                | 1                 | 1     |
| Total | Total     | 44              | 45               | 44                | 133   |

## Tabela de pontos
O Brasil ganhou os troféus da equipe nas três categorias. 
| Posição           | Nacionalidade | Pontos |
| ----------------- | ------------- | ------ |
| Medalha de ouro   | Brasil        | 449    |
| Medalha de prata  | Colômbia      | 292    |
| Medalha de bronze | Venezuela     | 136    |
| 4                 | Argentina     | 119    |
| 5                 | Equador       | 78     |
| 6                 | Chile         | 59     |
| 7                 | Peru          | 53     |
| 8                 | Paraguai      | 30     |
| 9                 | Panamá        | 28     |
| 10                | Uruguai       | 12     |
| 11                | Bolívia       | 7      |
| 12                | Guiana        | 6      |
| 13                | Suriname      | 0      |

| Posição          | Nacionalidade | Pontos |
| ---------------- | ------------- | ------ |
| Medalha de ouro  | Brasil        | 209    |
| Medalha de prata | Colômbia      | 109    |

| Posição          | Nacionalidade | Pontos |
| ---------------- | ------------- | ------ |
| Medalha de ouro  | Brasil        | 240    |
| Medalha de prata | Colômbia      | 183    |

## Participantes
Todas as 13 federações membros da CONSUDATLE estavam participando, totalizando cerca de 322 atletas.
| - Argentina (27) - Bolívia (5) - Brasil (78) - Chile (14) - Colômbia (69) | - Equador (31) - Guiana (3) - Panamá (14) - Paraguai (8) | - Peru (29) - Suriname (1) - Uruguai (6) - Venezuela (37) |

Legenda
| Recorde mundial       | Recorde mundial (World record)               |                       | Recorde africano                      | Recorde africano (African) |                                           | Q | Classificado por posição (Qualified) |
| Recorde do campeonato | Recorde do campeonato (Championship record)  | Recorde da América    | Recorde da América (Americas)         | q                          | Classificado por melhor tempo (Qualified) |   |                                      |
| Melhor marca do ano   | Melhor marca do ano (World leading)          | Recorde asiático      | Recorde asiático (Asian)              | DNS                        | Não largou (Did not start)                |   |                                      |
| Recorde nacional      | Recorde nacional (National record)           | Recorde europeu       | Recorde europeu (European)            | DNF                        | Não terminou (Did not finish)             |   |                                      |
| Recorde pessoal       | Recorde pessoal do atleta (Personal best)    | Recorde da Oceania    | Recorde da Oceania (Oceania)          | DSQ / DQ                   | Desclassificado (Disqualified)            |   |                                      |
| Recorde da temporada  | Recorde da temporada do atleta (Season best) | Recorde sul-americano | Recorde sul-americano (South America) | NM                         | Sem marca (No mark)                       |   |                                      |